# Waldshut (huyện)
Waldshut là một huyện (Kreis) ở phía Nam bang Baden-Württemberg, Đức.

## Biểu trưng
| Coat of arms |

## Xã và đô thị
| Thị trấn | Xã |
| --- | --- |
| 1. Bad Säckingen 2. Bonndorf (Schwarzwald) 3. Laufenburg (Baden) 4. St. Blasien 5. Stühlingen 6. Waldshut-Tiengen 7. Wehr (Baden) | 1. Albbruck 2. Bernau im Schwarzwald 3. Dachsberg (Südschwarzwald) 4. Dettighofen 5. Dogern 6. Eggingen 7. Görwihl 8. Grafenhausen 9. Häusern 10. Herrischried 11. Höchenschwand 12. Hohentengen am Hochrhein 13. Ibach 14. Jestetten 15. Klettgau 16. Küssaberg 17. Lauchringen 18. Lottstetten 19. Murg 20. Rickenbach 21. Todtmoos 22. Ühlingen-Birkendorf 23. Weilheim 24. Wutach 25. Wutöschingen |
| Verwaltungsgemeinschaften | 1. Albbruck 2. Bernau im Schwarzwald 3. Dachsberg (Südschwarzwald) 4. Dettighofen 5. Dogern 6. Eggingen 7. Görwihl 8. Grafenhausen 9. Häusern 10. Herrischried 11. Höchenschwand 12. Hohentengen am Hochrhein 13. Ibach 14. Jestetten 15. Klettgau 16. Küssaberg 17. Lauchringen 18. Lottstetten 19. Murg 20. Rickenbach 21. Todtmoos 22. Ühlingen-Birkendorf 23. Weilheim 24. Wutach 25. Wutöschingen |
| 1. Bonndorf 2. Jestetten 3. Küssaberg 4. Oberes Schlüchttal 5. Bad Säckingen 6. St. Blasien 7. Waldshut-Tiengen 8. Wutöschingen   | 1. Albbruck 2. Bernau im Schwarzwald 3. Dachsberg (Südschwarzwald) 4. Dettighofen 5. Dogern 6. Eggingen 7. Görwihl 8. Grafenhausen 9. Häusern 10. Herrischried 11. Höchenschwand 12. Hohentengen am Hochrhein 13. Ibach 14. Jestetten 15. Klettgau 16. Küssaberg 17. Lauchringen 18. Lottstetten 19. Murg 20. Rickenbach 21. Todtmoos 22. Ühlingen-Birkendorf 23. Weilheim 24. Wutach 25. Wutöschingen |